# Le Diplôme
 (juillet 2025).
Si vous disposez d'ouvrages ou d'articles de référence ou si vous connaissez des sites web de qualité traitant du thème abordé ici, merci de compléter l'article en donnant les références utiles à sa vérifiabilité et en les liant à la section « Notes et références ».
Production
Diffusion
Le Diplôme est une série télévisée française créée par Fanny Riedberger, Sylvie Audcoeur et Élodie Namer, et réalisée par Philippe Lefebvre et Vianney Lebasque.
Cette comédie est une coproduction de Federation Studios et TF1.

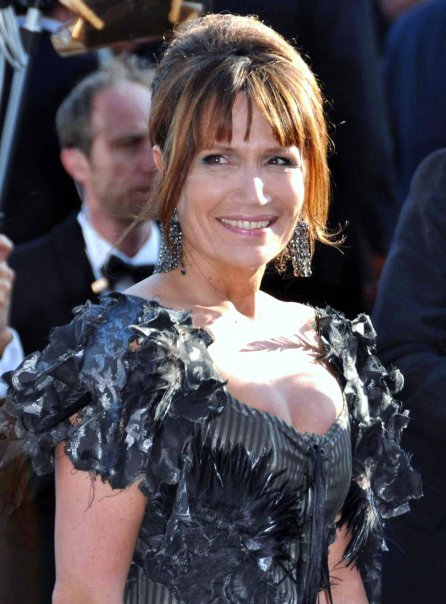
Clémentine Célarié.

## Synopsis
Six adultes décident de passer le bac au lycée d'adultes de Paris.

## Distribution

### Les candidats au bac
- Clémentine Célarié : Delphine
- Bernard Campan : Sam
- Guillaume Labbé : Pierre
- Camille Lellouche : Leila
- Julie Sassoust : Jen
- Ahmad Kontar : Hussein
- Suzy Deschamps : Agnès

### Autres personnages
- Isabelle Gélinas : Marianne, la directrice du lycée d'adultes de Paris
- Vanessa Guide : Juliette, une enseignante du lycée
- Marc Riso : Georges, le gardien du lycée
- Charles Berling : Martial, le mari de Delphine

## Production

### Genèse et développement
Cette comédie est une coproduction de Federation Studios et TF1.
La série est créée par Sylvie Audcoeur et Elodie Namer ainsi que la productrice Fanny Riedberger, à qui on doit les séries Les Randonneuses et Lycée Toulouse Lautrec,.
Elle s'inspire du quotidien et des parcours des élèves du Lycée d'Adultes de la Ville de Paris, situé rue d'Alésia, dans le 14ème arrondissement.
Les deux premiers épisodes sont réalisés par Philippe Lefebvre et les épisodes suivants par Vianney Lebasque,.

### Tournage
Le tournage des deux premiers épisodes de la série se déroule à partir du 2 avril 2025 à Paris et en Bretagne,,,,.

### Fiche technique
Sauf indication contraire, les informations mentionnées dans cette section peuvent être confirmées par la base de données cinématographiques Allociné,  présente dans la section « Liens externes ».
- Titre français : Le Diplôme
- Genre : comédie
- Création : Fanny Riedberger[2], Sylvie Audcoeur, Élodie Namer[1],[2]
- Réalisation : Philippe Lefebvre (deux premiers épisodes) et Vianney Lebasque (épisodes suivants)[1],[2],[3]
- Scénario: Sylvie Audcoeur, Déborah Hassoun, Géraldine de Margerie, Élodie Namer, Laurent Mercier, Clément Peny, Nicolas Pleskof[1],[2]
- Photographie : M. Silvestre De Sacy[1]
- Production : Fanny Riedberger[2]
- Sociétés de production : Federation Studios et TF1[1]
- Société de distribution : TF1[2],[6]
- Pays de production :  France
- Langue originale : français
- Format : couleur
- Nombre de saisons : 1
- Nombre d'épisodes[2] : 6
- Durée : 52 minutes
- Dates de première diffusion :